# Вітрамово
Вітрамово (пол. Witramowo, нім. Wittmannsdorf) — село в Польщі, у гміні Ольштинек Ольштинського повіту Вармінсько-Мазурського воєводства.
Населення — 186 осіб (2011).

## Демографія
Демографічна структура станом на 31 березня 2011 року:
|          | Загалом | Допрацездатний вік | Працездатний вік | Постпрацездатний вік |
| -------- | ------- | ------------------ | ---------------- | -------------------- |
| Чоловіки | 89      | 19                 | 61               | 9                    |
| Жінки    | 97      | 18                 | 56               | 23                   |
| Разом    | 186     | 37                 | 117              | 32                   |